# Генрі (Іллінойс)
Генрі (англ. Henry) — місто (англ. city) в США, в окрузі Маршалл штату Іллінойс. Населення — 2320 осіб (2020).

## Географія
Генрі розташоване за координатами 41°6′51″ пн. ш. 89°21′43″ зх. д. / 41.11417° пн. ш. 89.36194° зх. д. (41.114186, -89.362059).  За даними Бюро перепису населення США в 2010 році місто мало площу 3,61 км², з яких 3,43 км² — суходіл та 0,19 км² — водойми. В 2017 році площа становила 4,71 км², з яких 4,52 км² — суходіл та 0,19 км² — водойми.

## Демографія

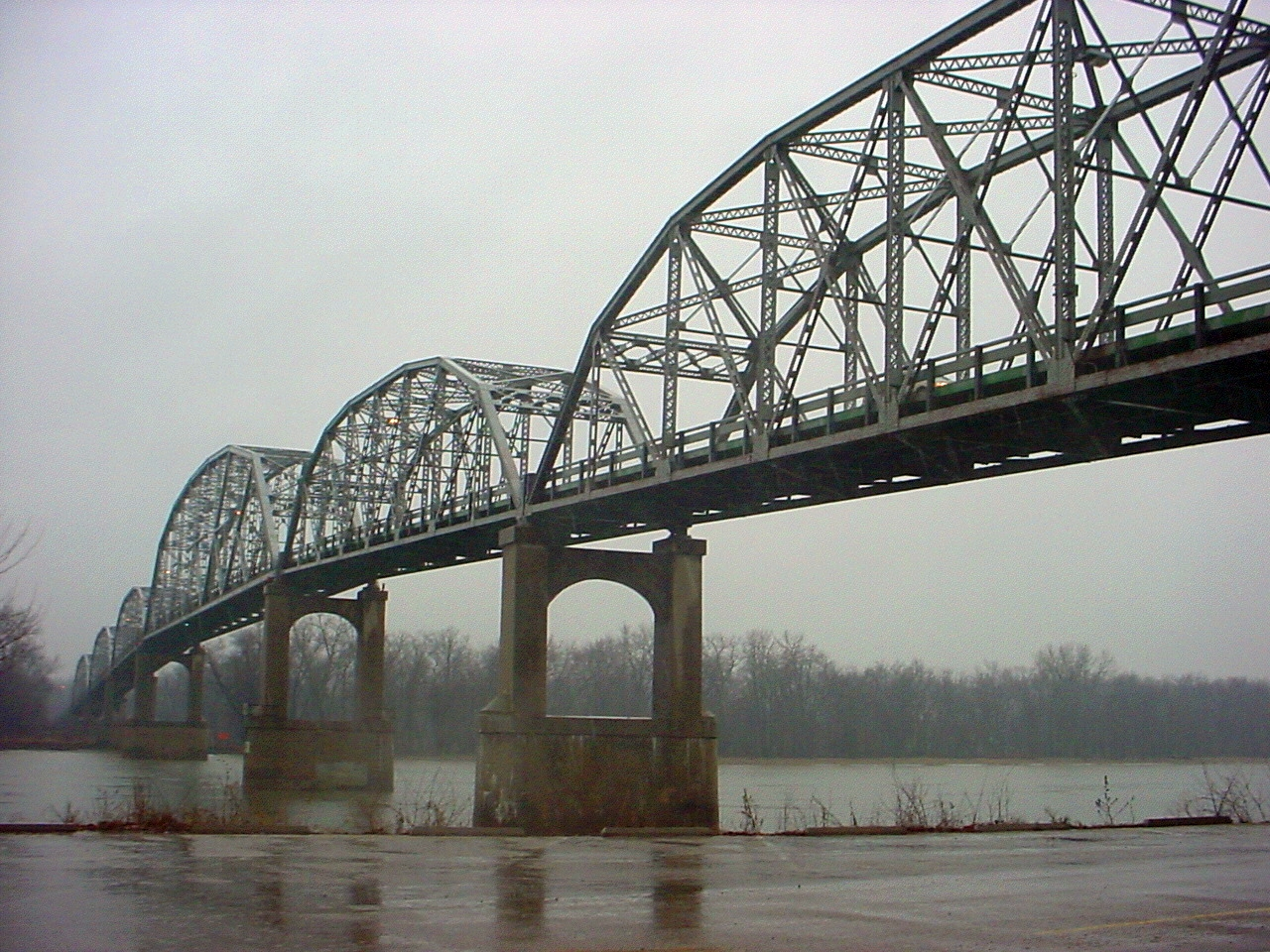
Міст через річку Іллінойс в Генрі.

Згідно з переписом 2010 року, у місті мешкали 2464 особи в 1004 домогосподарствах у складі 661 родини. Густота населення становила 682 особи/км².  Було 1110 помешкань (307/км²).
Расовий склад населення:
| - 98,1 % — білих - 0,4 % — азіатів - 0,3 % — чорних або афроамериканців - 0,2 % — корінних американців |

До двох чи більше рас належало 0,9 %. Частка іспаномовних становила 1,0 % від усіх жителів.
За віковим діапазоном населення розподілялося таким чином: 22,6 % — особи молодші 18 років, 56,2 % — особи у віці 18—64 років, 21,2 % — особи у віці 65 років та старші. Медіана віку мешканця становила 43,3 року. На 100 осіб жіночої статі у місті припадало 90,9 чоловіків;  на 100 жінок у віці від 18 років та старших — 89,5 чоловіків також старших 18 років.
Середній дохід на одне домашнє господарство  становив 61 478 доларів США (медіана — 48 984), а середній дохід на одну сім'ю — 76 361 долар (медіана — 61 635). Медіана доходів становила 45 057 доларів для чоловіків та 40 163 долари для жінок. За межею бідності перебувало 14,0 % осіб, у тому числі 26,6 % дітей у віці до 18 років та 4,0 % осіб у віці 65 років та старших.
Цивільне працевлаштоване населення становило 1121 осіб. Основні галузі зайнятості: освіта, охорона здоров'я та соціальна допомога — 28,6 %, виробництво — 18,1 %, роздрібна торгівля — 10,8 %, науковці, спеціалісти, менеджери — 7,6 %.